# Skřinářov
Skřinářov (německy Skrinarschow, dříve známý pod názvy Křenářov a Krčmářov) je obec v okrese Žďár nad Sázavou v Kraji Vysočina. Nachází se v Křižanovské vrchovině, asi osm kilometrů severozápadně od Velké Bíteše, třináct kilometrů východně od Velkého Meziříčí a asi 32 kilometrů jihovýchodně od Žďáru nad Sázavou. Žije zde 150 obyvatel.

## Historie
První písemná zmínka o obci pochází z roku 1364, kdy byl Skřinářov v zmíněn v zemských deskách jako majetek pánů z Ronova, kterým v té době patřil hrad Osová, mezi lety 1552 a 1577 přestavěný na zámek. Po několik staletí byl Skřinářov součástí Osové Bítýšky, než se v roce 1881 stal samostatnou obcí. Skřinářov byl v té době známý pod názvem Křenařov či Křenářov a poté pod názvem Krčmářov. Mezi další historické názvy obce zmiňované v matrikách patří Křenařow a Krženaržow.
V sedmdesátých letech se Skřinářov stal opět součástí obce Osová Bítýška až do roku 1990, kdy opět osamostatněl. Od té doby byl v obci vybudován veřejný vodovod, byla provedena plynofikace a vystavěno sportovní hřiště.

## Geografie
Skřinářovem prochází silnice III/3913, která jej spojuje s obcemi Osová Bítýška a Heřmanov. Východně od Skřinářova protéká Bílý potok, který je přítokem zde ležících rybníků, Holinkovského a Balákovského. V lesích kolem Holinkovského rybníka se nachází chatová osada. Skřinářov je na severu obklopen několika horami a vyššími kopci, jako je Koní hora (652 m), Svatá hora (680 m), Na Skalách (654 m), Malý kamenný vrch (592 m) a Vokouňák (664 m). Pod horou Vokouňák se nachází osada Na Rozích s turistickým přístřeškem. Širší okolí je poměrně hustě zalesněno, jinak je Skřinářov uprostřed zemědělských polí.
Sousedními obcemi sídla jsou Březí, Milešín, Kadolec, Osová Bítýška, Ořechov a Heřmanov. Další blízkou vesnicí jsou asi dva kilometry východně vzdálené Ondrušky.

## Obyvatelstvo
| Rok            | 1869 | 1880 | 1890 | 1900 | 1910 | 1921 | 1930 | 1950 | 1961 | 1970 | 1980 | 1991 | 2001 | 2011 | 2021 |
| -------------- | ---- | ---- | ---- | ---- | ---- | ---- | ---- | ---- | ---- | ---- | ---- | ---- | ---- | ---- | ---- |
| Počet obyvatel | 287  | 287  | 289  | 315  | 300  | 273  | 256  | 265  | 262  | 234  | 218  | 194  | 146  | 136  | 154  |
| Počet domů     | 42   | 45   | 50   | 51   | 52   | 53   | 53   | 64   | 58   | 60   | 55   | 65   | 69   | 69   | 71   |

## Obecní správa

### Obecní symboly
Znak a vlajka byly obci uděleny rozhodnutím předsedkyně Poslanecké sněmovny Parlamentu České republiky dne 14. června 2013.

## Pamětihodnosti
- Kaple Navštívení Panny Marie a pomník padlým z první světové války
- Hrad Rohy

## Galerie

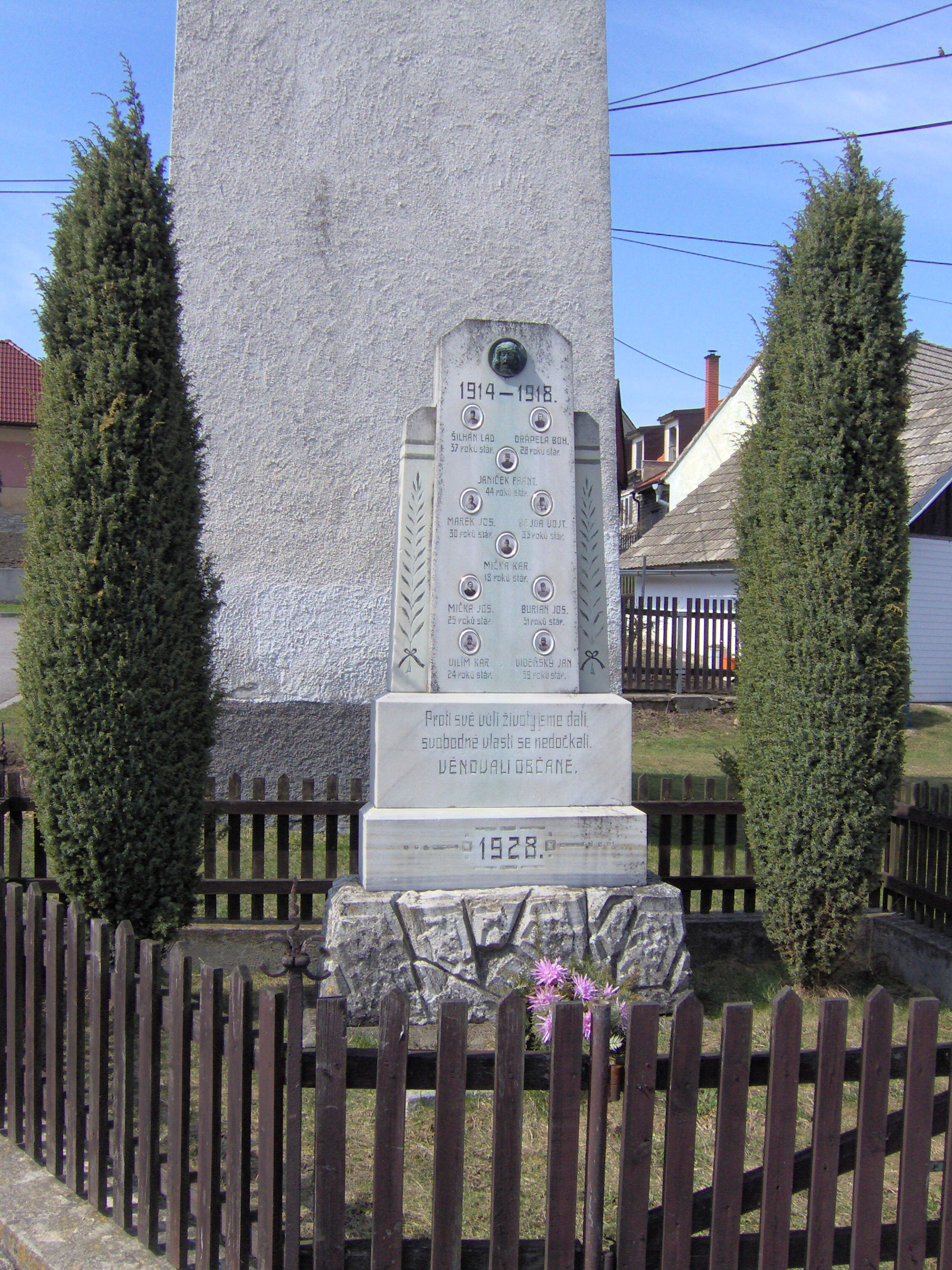
Pomník padlým za 1. světové války
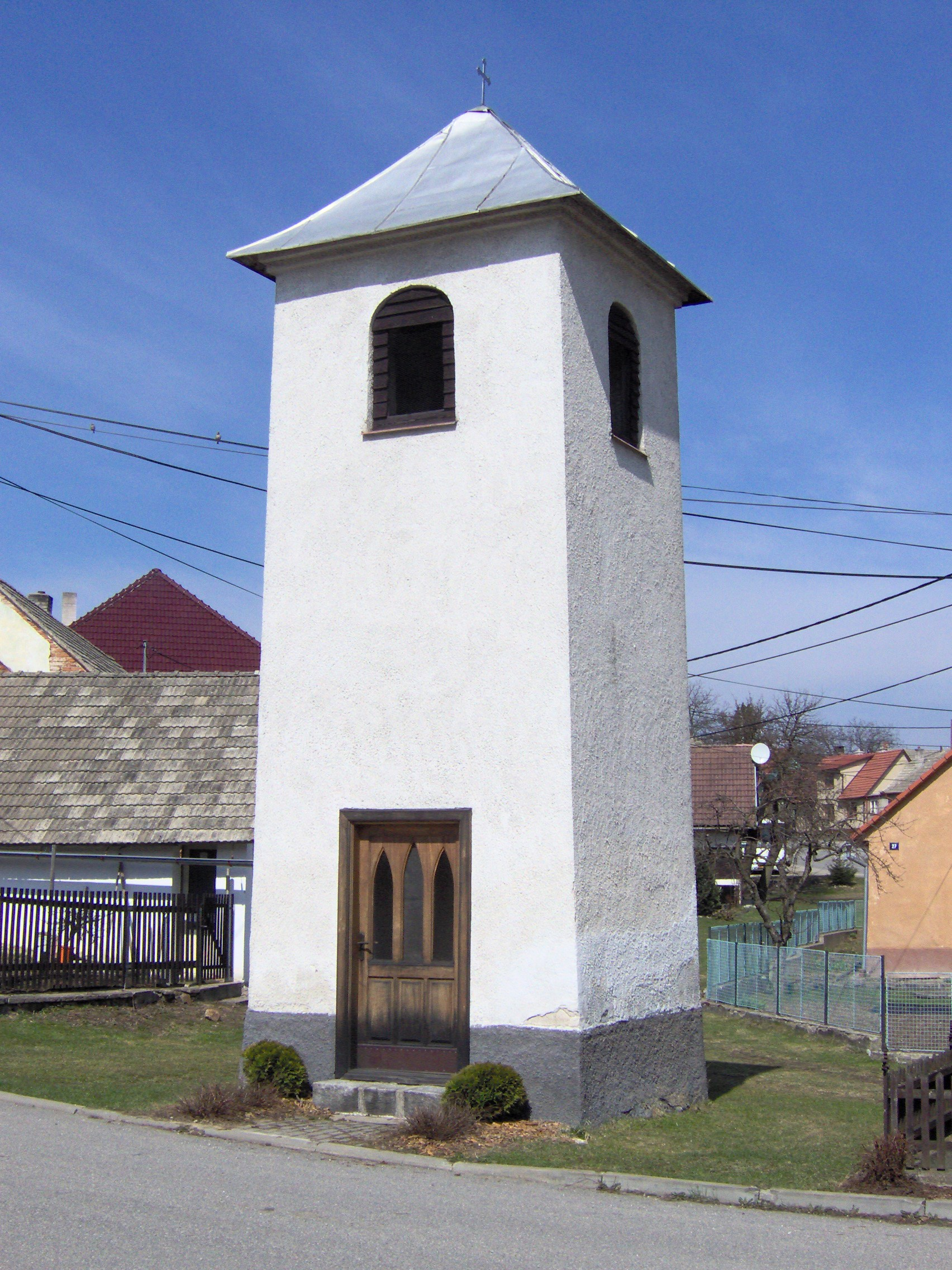
Zvonice
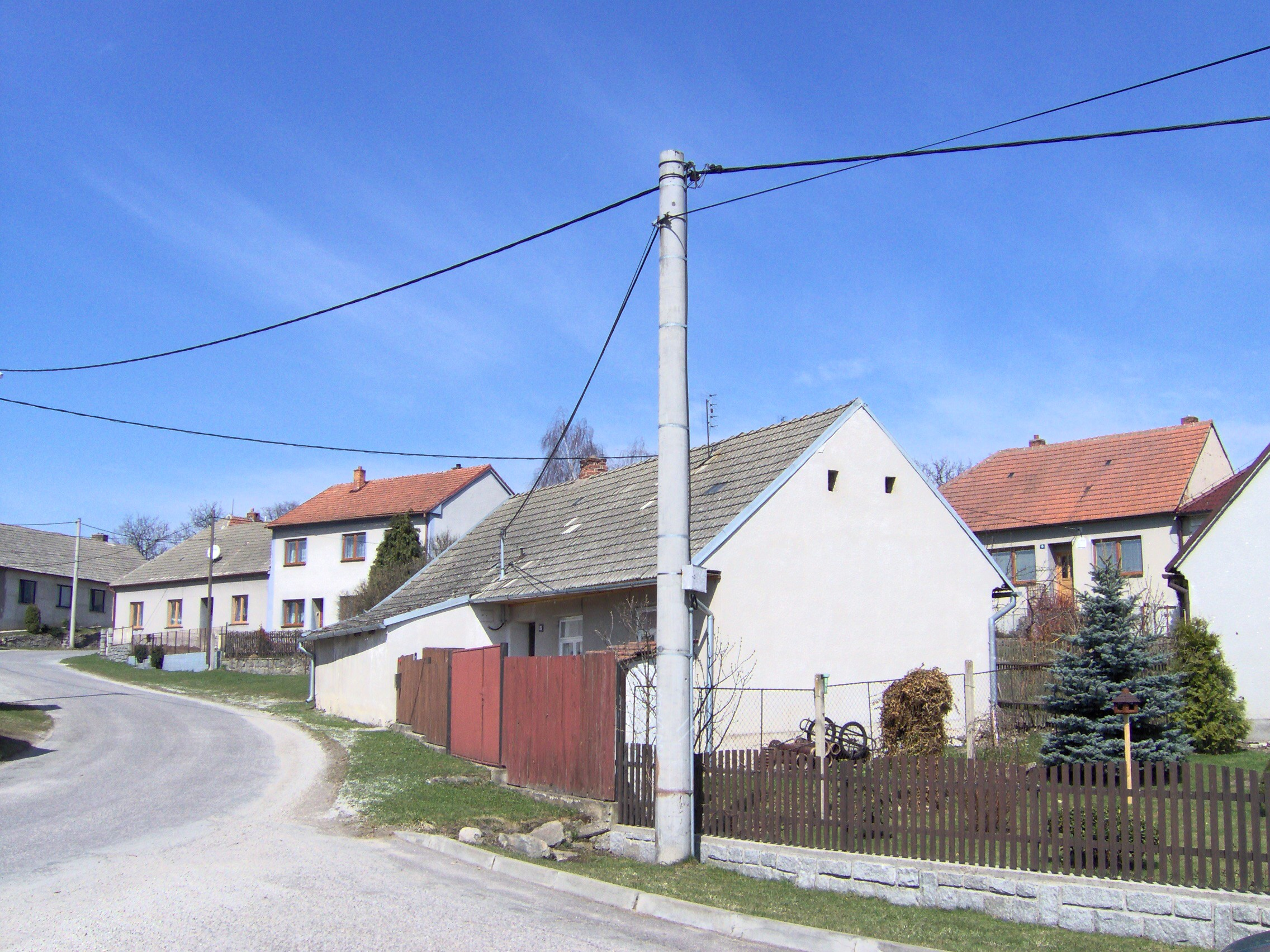
Domy
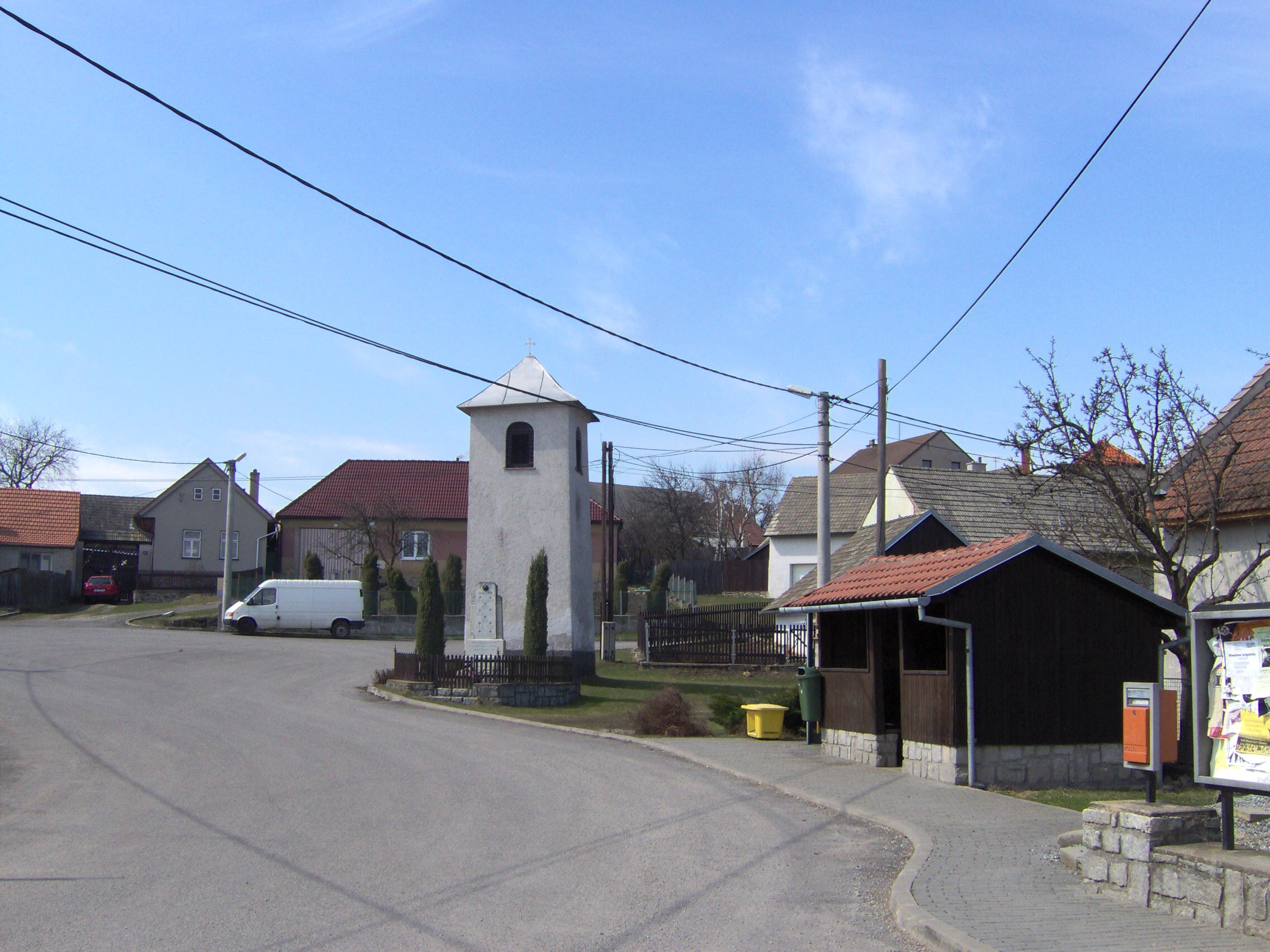
Náves
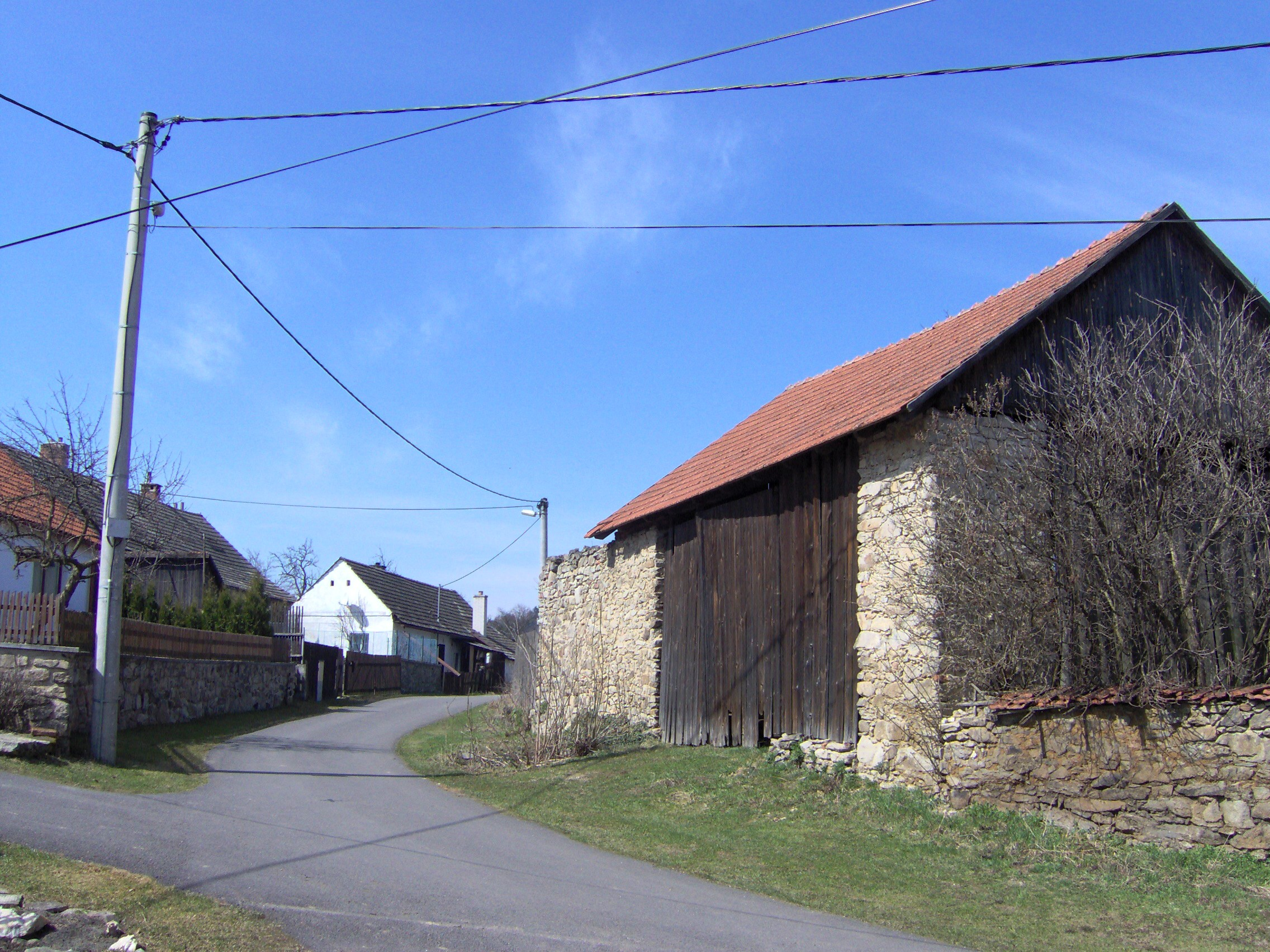
Ulice a stodola
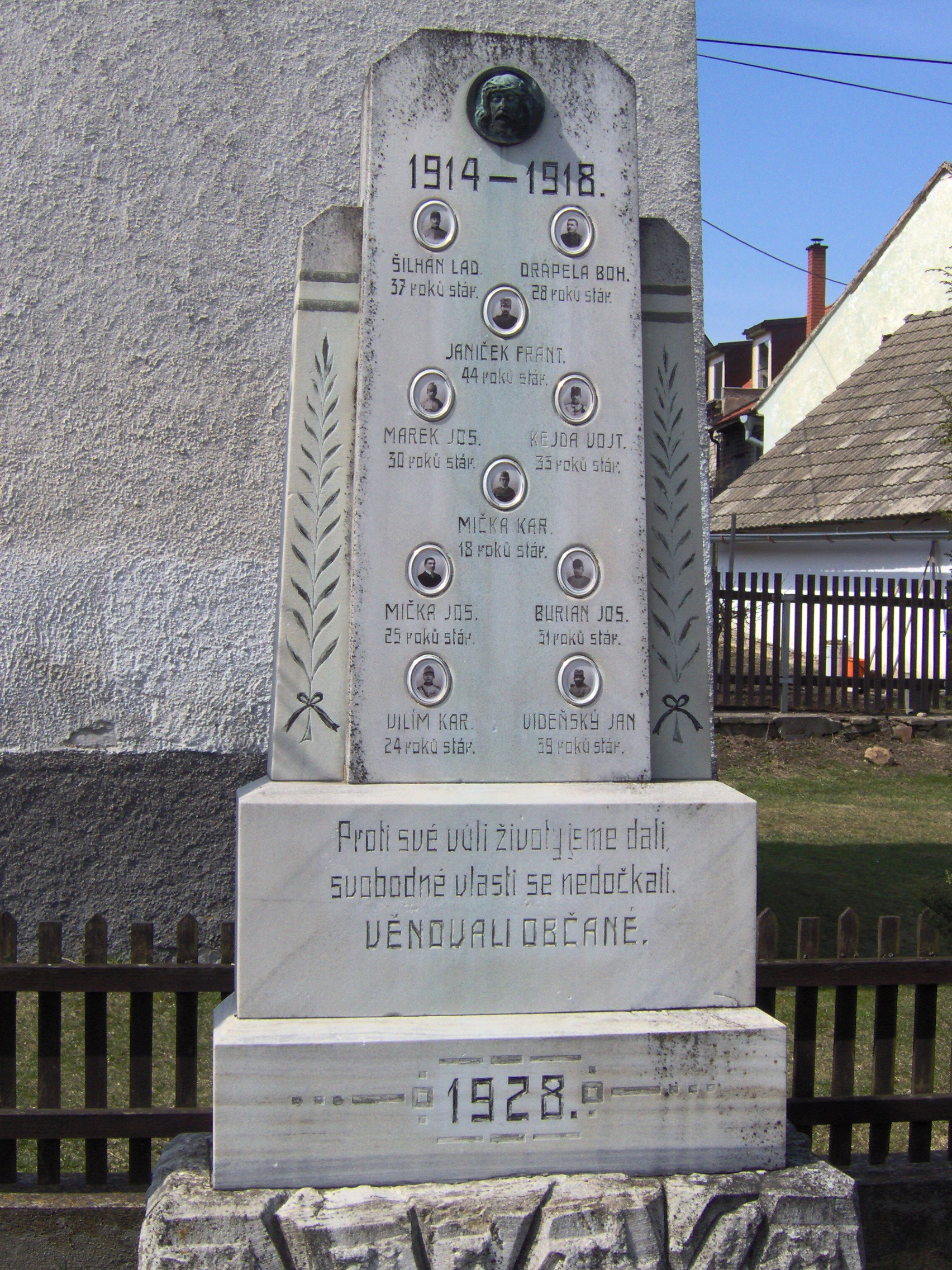
Pomník zblízka